# Церемонія спуску судна на воду

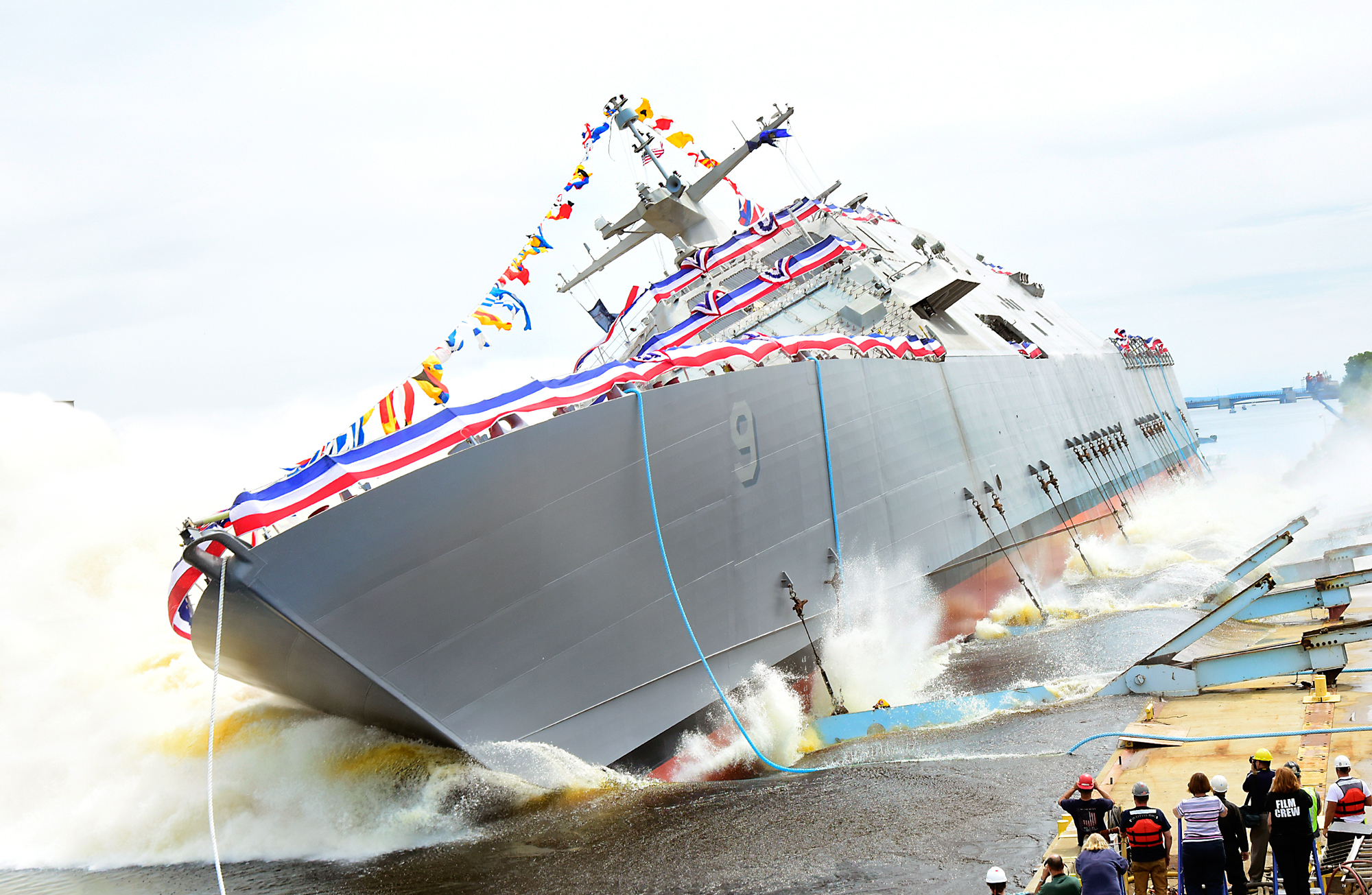
Спуск на воду корабля прибережної зони «Літл-Рок», 18 липня 2015

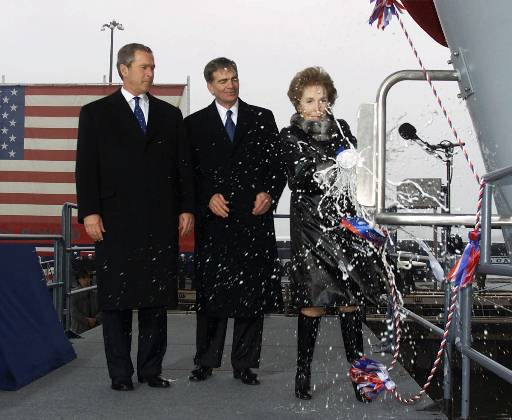
Перша леді США Ненсі Рейган — «хрещена» авіаносця «Рональд Рейган», 4 березня 2001

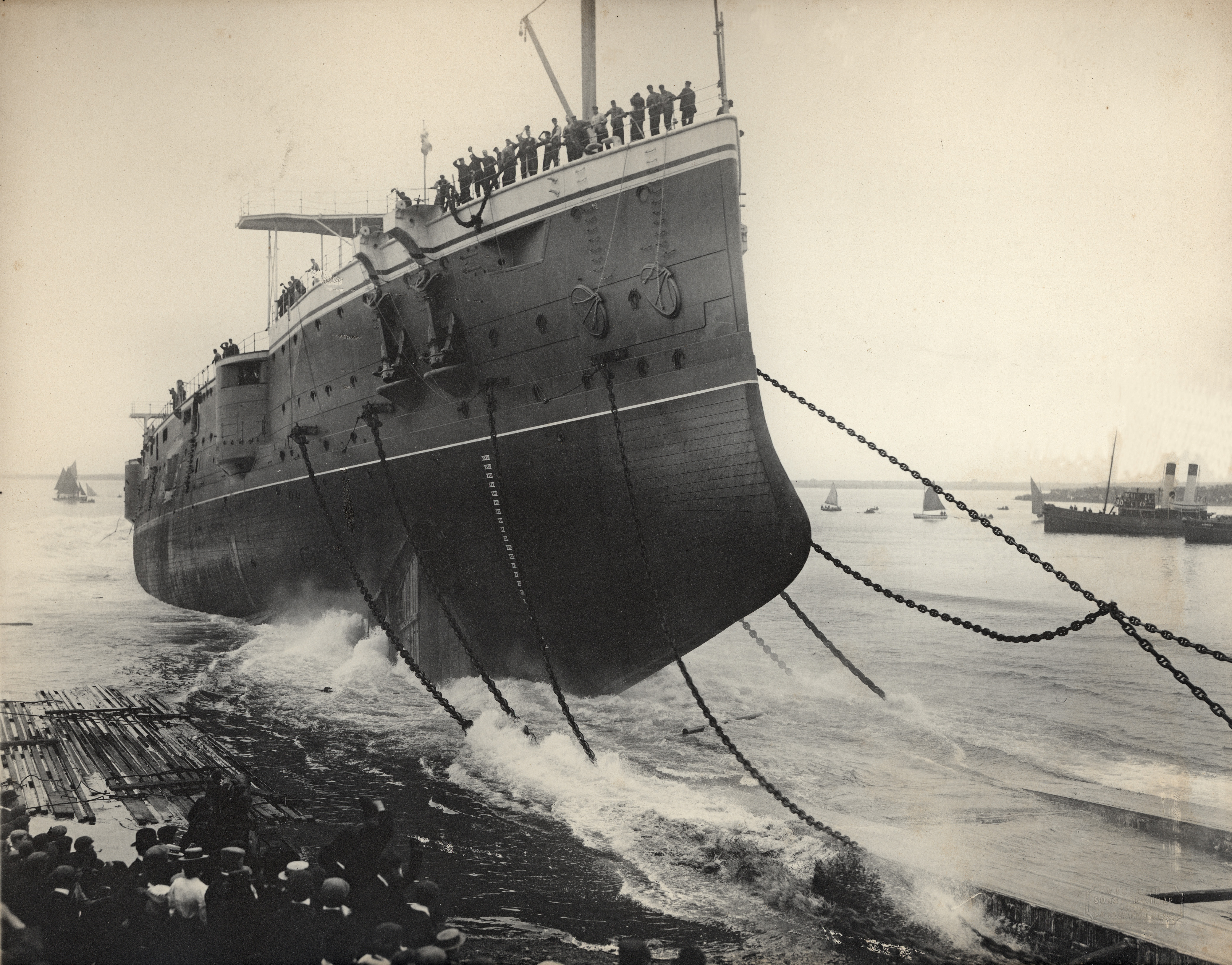
Поздовжній спуск. Британський крейсер «Хог». 1900

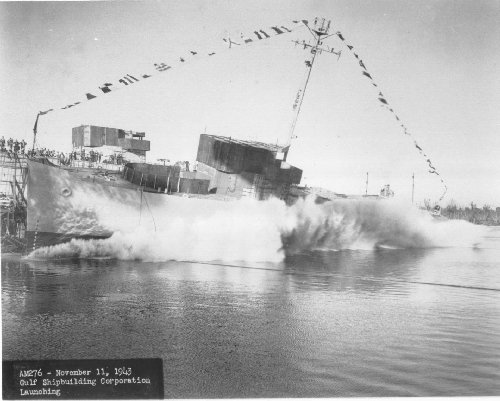
Поперечний (бічний) спуск. Тральщик «Півет» ВМС США. 1943

Церемонія спуску корабля чи судна на воду — технічна процедура переміщення збудованого до певної ступені готовності військового корабля чи цивільного судна зі стапельного місця на акваторію верфі і приурочений до цього урочистий ритуал за участі представників влади, громадськості, моряків і корабелів, який її супроводжує.
Святково відзначати спуск корабля на воду та урочисто благословляти його — це стара морська традиція, присутня у багатьох культурах. У християнських культурах спуск корабля на воду уподібнюється релігійному ритуалу хрещення, в ході якого його нарікають ім'ям. За сучасною традицією, в ході церемонії спуску корабля, його «хрещена», яка обирається з поважних гостей, розбиває об ніс корабля пляшку шампанського. Зазвичай саме з цього моменту корабель офіційно отримує власне ім'я.
Спуск судна на воду при стапельному його будівництві являє собою значне навантаження на конструкцію, якого не відбувається під час звичайної його експлуатації, що являє собою значний технічний виклик. З технічної точки зору спуск на воду поділяють на керований і некерований.

## Техніка спуску на воду при різних видах будівництва
Спуск судна на воду здійснюється або після повного завершення будівництва судна, або після завершення основних суднових робіт — спорудження корпусу, навішування стерна, установки гребних гвинтів. До керованих видів спуску судна відносять спуск спливанням і механізований. До некерованих — гравітаційний.

### Спуск спливанням і механізований
Спуск судна спливанням застосовується при будівництві або ремонті суден великої водотоннажності в сухих, наливних чи передаточних доках або наливних камерах. При спуску в доці його заповнюють водою через клінкети затвора-батопорта. Судно, яке сплило, виводиться з доку буксирами, після чого док осушується насосами. При спуску в наливній камері судно вивозять на судновозних візках у верхню частину камери і зачиняють затвори. Камеру заповнюють водою насосами, після чого судно, що спливло, відводять шпилями. Після зливу води через клінкети до рівня акваторії, відкривають затвори і буксирами виводять судно з камери. При спуску судна в передаточному доці, його заводять на опори, після чого судно на візках перевозять на стапель-палубу дока. Після відкачування води док разом з судном спливає над опорами і його буксирують на глибину, де притоплюють для спливання судна. Спуск на воду цими способами обмежений розмірами камер докувальних пристроїв.
Механізований спуск судна здійснюється за допомогою сліпа або вертикального суднопідіймача або вантажного крана. Коли спуск здійснюється з використанням сліпа, судно, встановлене на візках, рухають до похилих рейкових колій, а потім спускають ними за допомогою довгого багатокоткового коляскового візка. Якщо використовується вертикальний суднопідіймач, судно переміщають на його платформу рейковою колією, після чого опускають до спливання судна. При спуску судна підйомними кранами, використовують один-два берегових або плавучих крани. Максимальна маса судна при спуску цими способами визначається вантажопідйомністю використовуваних пристроїв, і складає зазвичай 300-3000 тонн. Ці ж пристрої дозволяють здійснювати і суднопідйом з води.

### Гравітаційний спуск
Гравітаційний спуск відбувається під дією сили ваги судна ковзанням або скачуванням. Він здійснюється з похилих стапелів, і в залежності від типу стапеля буває поздовжнім або поперечним. Поздовжній спуск (з поздовжнього стапеля) зазвичай здійснюється по спускових доріжках, розташованих по обидва боки від кіля, а судно рухається спусковими доріжками, як правило, кормою вперед. Обидві доріжки продовжуються під водою з таким розрахунком, щоб судно спливло раніше, ніж пройде всю їх довжину. Під судно перед спуском підводяться полозки. Малий коефіцієнт тертя між полозами санчат і доріжками забезпечується спеціальними спусковими насалками (жировими, мильними, мінеральними, парафіновазеліновими). Судно спускають кормою вперед, аби зменшити заривання краю у воду і зменшити пробіг у воді. Для скорочення довжини пробігу застосовують також гальмівні щити чи якорі.
Поперечний (бічний) спуск здійснюється по поперечних похилим спускових доріжках бортом вперед по декількох (від чотирьох до десяти) спускових доріжках, які можуть йти далеко під воду (спуск плавним спливанням), обриватися біля рівня води (спуск стрибком) або на висоті декількох метрів над водою (спуск кидком). При бічному спуску крен судна може сягати до 90°. Для запобігання самовільному руху судна під дією сили тяжіння існують спеціальні канатні, дерев'яні чи сталеві затримувачі і спускові курки. Початковий імпульс спуску судна при необхідності створюється гідродомкратом, буксиром, важелями тощо.
Гравітаційний спуск поширений при спуску суден середньої водотоннажності. Головними недоліком гравітаційного спуску є неможливість керувати процесом спуску після його початку і велика кількість підготовчих робіт. Гравітаційний спуск судна найбільш видовищний.

## Ритуал спуску корабля на воду
Спуск корабля на воду у багатьох християнських культурах уподібнюється релігійної церемонії хрещення дитини, в ході якої його нарікають ім'ям. Вважається, що уподібнюючи церемонію спуску корабля на воду до хрещення, моряки хочуть отримати захист Бога для себе і свого корабля.

### Сучасна європейська традиція
В англосаксонській традиції в церемонії спуску корабля бере участь sponsor (тобто поручитель). На британському флоті поручителями зазвичай були члени королівської сім'ї, старші морські офіцери чи офіцери адміралтейства. Починаючи з XIX століття, роль поручителя, як правило, виконують жінки. У 1875 році принцеса Олександра, дружина принца Уельського Едуарда VII охрестила броненосець HMS «Alexandra». «Александра» була першим броненосцем, спущеним на воду в присутності члена королівського дому Великої Британії.

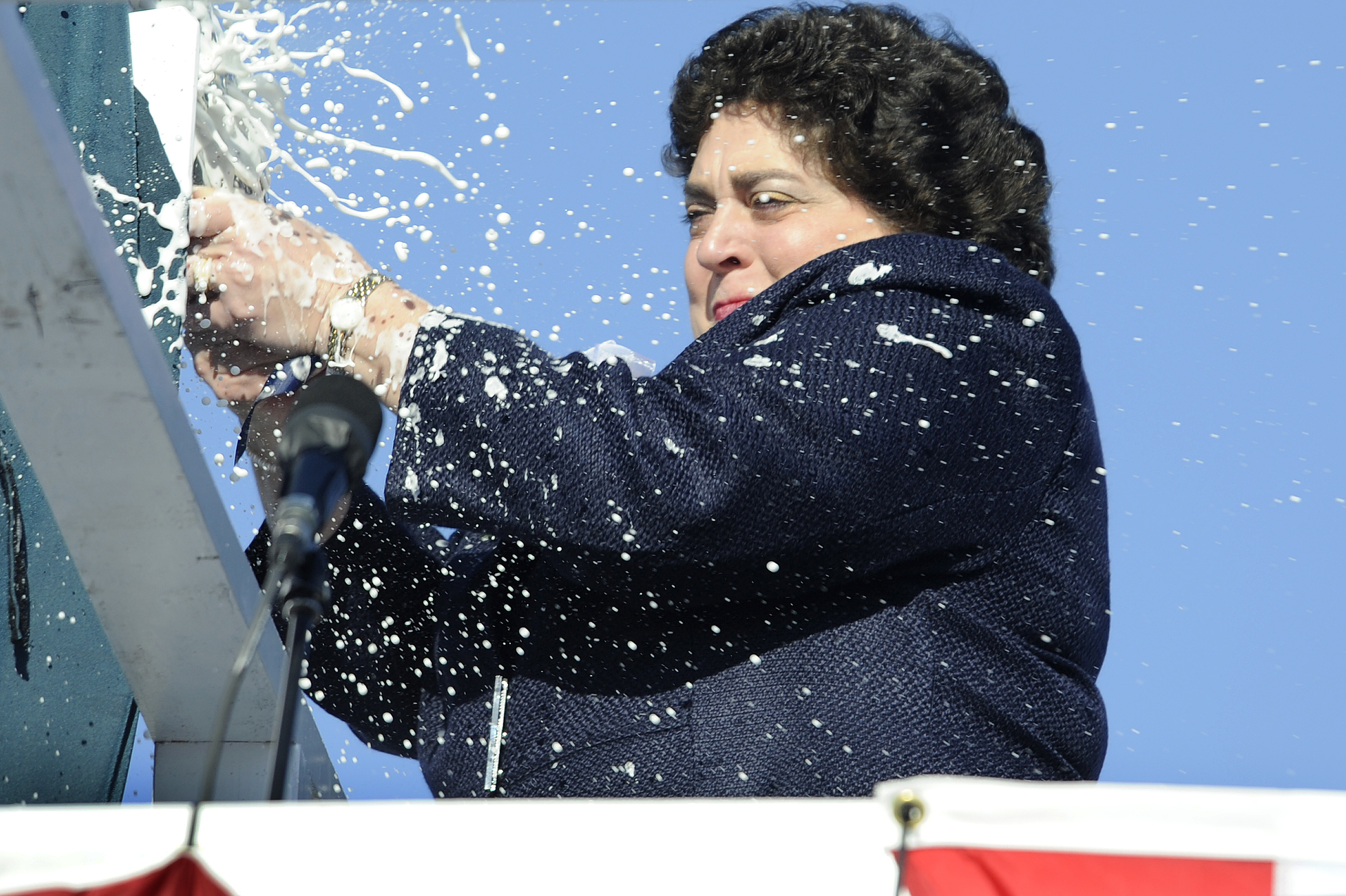
Заступник помічника секретаря ВМС США Еллісон Стіллер освячує ПЧА «Міссісіпі». 2011

Церемоніальні практики для хрещення та запуску кораблів у Сполучених Штатах мають своє коріння в Європі. Збереглися відомості, що військовий корабель «Конкорд» був спущений на воду у 1827 році і був «охрещений молодою пані Портсмут». Це перший відомий приклад в США, жінки-поручителя корабля ВМС США. Першою відомою хрещеною у ВМС США стала Лавінія Вотсон, дочка відомого жителя Філадельфії. 22 серпня 1846 року вона хрестила вітрильник «Германтаун» на філадельфійській корабельні. У недавній історії всі поручителі кораблів ВМС США були жінками. Окрім урочистого розбивання пляшки шампанського на скулі судна, спонсор залишається в контакті з екіпажем і бере участь в корабельних урочистостях, святах тощо.
Ключовим моментом церемонії спуску є наречення корабля ім'ям, яке символізує перехід корабля у новий стан, початок його життя. Хрещена урочисто звертається до корабля зі словами: «In the name of the United States I christen thee…», вимовляє ім'я корабля, після чого розбиває об його борт пляшку, як правило, шампанського. Шампанське, як атрибут хрещення корабля стало популярним наприкінці XIX століття, але досі для цих цілей можуть використовуватися й інші спиртні напої. 4 липня 2014 року королева Єлизавета II охрестила новий авіаносець Королівського флоту HMS «Queen Elizabeth» пляшкою односолодового шотландського віскі з винного заводу «Боумор» на острові Айлей, замість шампанського, оскільки корабель був побудований та спущений на воду в Шотландії. Герцогиня Корнуольська також спускала на воду HMS «Prince of Wales», витягнувши важіль, який розбив об корабель пляшку солодового шотландського віскі. Пляшка розбивається об носову частину корабля: «As „Constitution“ ran out, Captain Sever broke a bottle of fine old madeira over the heel of the bowsprit». Місце розбиття обирається не випадково і пов'язано з тим, що носова частина корабля метафорично сприймається як голова людини. Саме голову людини окроплює святою водою священик при хрещенні.
Після наречення ім'ям судно по стапелю спускається у воду, що теж породжує образну метафору занурення дитини в купіль зі святою водою. Цікаво, що стапель, на якому розташовується корабель, іменується при цьому лексемою cradle — «колиска, люлька», що ще раз підкреслює антропоцентричний характер судна. Корабель, подібно дитині, покидає свою «колиску».

### Виникнення церемоніалу на українських теренах
Відомостей про святкування спуску на воду суден у часи Війська Запорозького немає. Ймовірно для козаків, які славились своїми морськими походами, це було буденною справою.
В Російській імперії, щонайменше до початку 1830-х років, також не існувало сталої церемонії відзначення закладки і спуск його на воду, а «робилося це завжди, як було відзначено в докладній записці на ім'я начальника Морського штаба, за прийнятим здавна порядку, а часто за відсутності оного». Не згадується в російських джерелах того часу і про широко поширений зараз час звичаї увінчувати спуск судна розбиттям пляшки шампанського об корпус судна. Урочисті спуски відбувалися неодноразово майже за усіх російських царів — Петра I, Катерини II, Павла I, Олександра I. Сценарії урочистих спусків складалися для кожного конкретного випадку, проте завжди стрижнем цих заходів була «височайша присутність». 15 травня 1787 в Херсонському адміралтействі за присутності австрійського імператора Йосифа II, французького та англійського послів відбувся одночасний спуск на воду 80-ти і 66-ти гарматних лінійних кораблів і 50-ти гарматного фрегата. Пишний ритуал, складений під керівництвом князя Потьомкіна, мав продемонструвати всьому світу, і, перш за все, Туреччині та її союзникам, рішучість Росії в зміцненні своїх позицій в Північному Причорномор'ї.
В травні 1833 року вийшов найвищий припис, за яким спуск суден за царської присутності мав відбуватися під імператорським штандартом, на честь якого виконувався гарматний салют. При спуску суден за відсутності імператора, на них піднімався адміралтейський прапор. При цьому під час спуску тридекового лінійного корабля салют мав здійснюватися 13-ма гарматними пострілами, в разі двухдечного 11-ма, а фрегата 9-ма пострілами. Обов'язковим елементом церемоніалу як закладки, так і спуску його на воду був молебень, що проводився священниками морського відомства. Чинне з часів Петра I положення про нагородження корабельних майстрів передбачало видачу по три рублі сріблом за кожен гарматний порт збудованого корабля. Зазвичай ці гроші підносилися майстру на срібній таці, яку також йому дарували. Іноді, правда, виявлялося, що в день спуску судна в Адміралтействі не було в наявності або потрібної суми грошей в срібній монеті, або срібної тарелі, або того й іншого одночасно. В такому випадку срібні гроші, за згодою будівельника корабля, замінювалося асигнаціями. Після закінчення офіційної частини церемонії спуску влаштовувався, як правило, святковий стіл за казенний рахунок для учасників спуску корабля та іменитих гостей.

### Спуск кораблів на воду в сучасній Україні

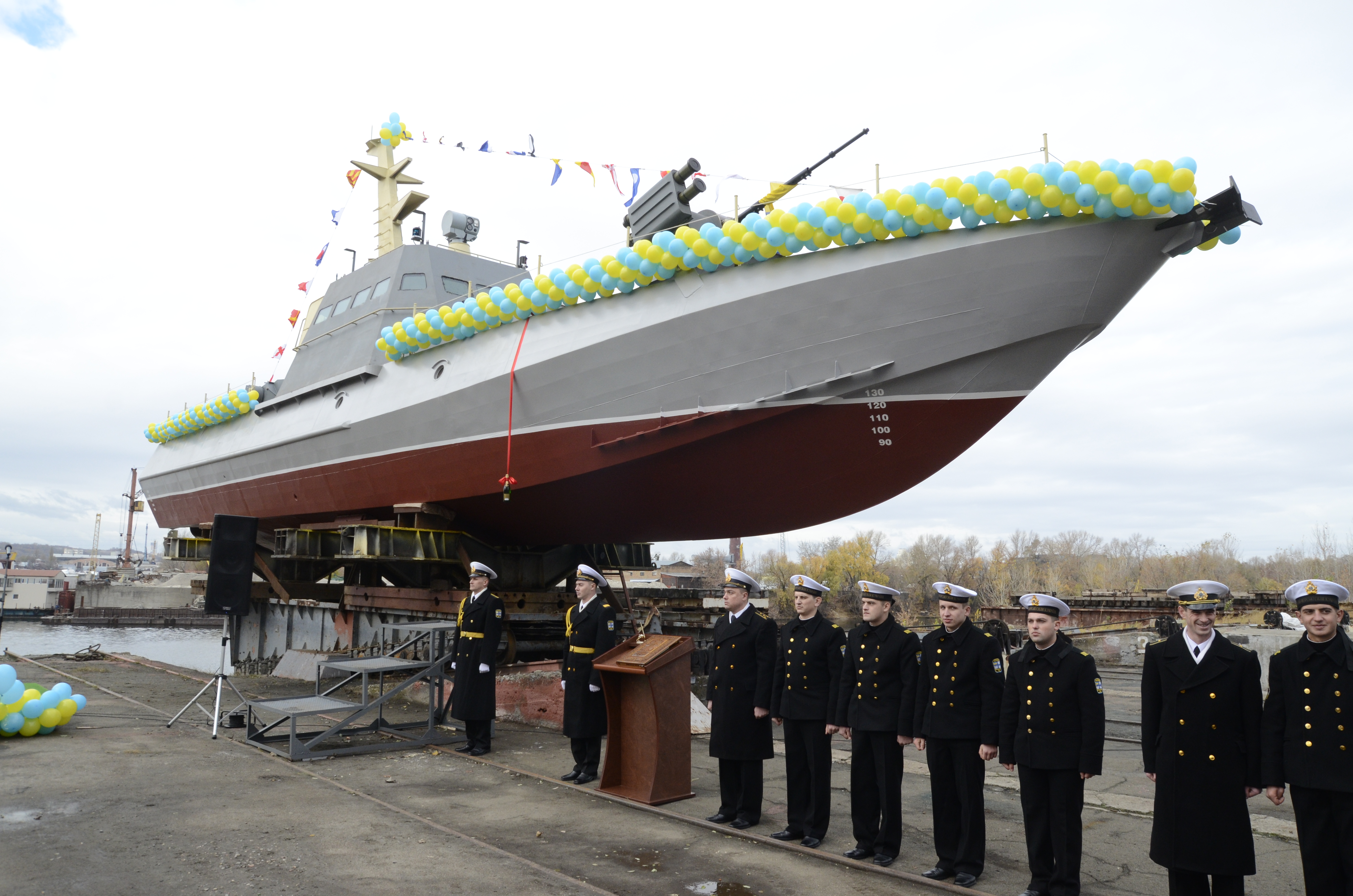
Церемонія спуску на воду МБАК типу «Гюрза-М». 11 листопада 2015

Першим військовим кораблем, спущеним на воду в незалежній Україні, став сторожовий корабель проєкту 11351, у майбутньому флагман ВМС України фрегат «Гетьман Сагайдачний», який був спущений зі стапеля керченського суднобудівного заводу «Залив» 29 березня 1992 року. Особливих урочистостей в той складний час при спуску корабля не проводилося. Втім урочисті заходи відбулися при підйомі на кораблі Військово-морського прапора України 4 липня 1993 року. На церемонію прибули заступник міністра оборони України генерал-полковник Іван Біжан, начальник Соціально-психологічного управління Міністерства оборони України генерал-майор Володимир Мулява, командувач ВМС України віце-адмірал Борис Кожин, генеральний директор виробничого об'єднання «Залив». Митрополит Української православної церкви Філарет освятив корабель. Поздоровити військових моряків тоді приїхали шефські делегації зі Львова та Запоріжжя, письменники та представники громадських організацій.
В серпні 1992 року ВМС було передано корабель управління «Славутич».
22 травня 1993 зі стапеля Київського суднобудівного заводу було спущено на воду малий протичовновий корабель (корвет) «Луцьк» проєкту 1124М. 26 червня Військово-Морські Сили України поповнилися малим десантним кораблем на повітряній подушці проєкту 12322 «Донецьк». Його побудували на Феодосійському виробничому об'єднанні «Море». Там же, у Феодосії, на «Донецьку» підняли Прапор Військово-Морських Сил України.
Для будівництва наступного військового судна України знадобилося понад десять років. Однотипний з «Луцьком» корвет «Тернопіль» був спущений на воду «Кузнею на Рибальському» 15 березня 2002 року. Київські корабели присвятили спуск на воду корабля 140-річчю «Ленінської кузні».
У жовтні 2012 для потреб морської охорони, у Феодосії було спущено на воду перший патрульний катер проєкту 58130 (шифр «Орлан»).
У 2016—2018 корабельний склад ВМС України поповнився шістьма малими артилерійськими катерами проєкту 58155. Про церемонію спуску на воду одного з них, P-177 «Кременчук», повідомлялося:
|  | Сьогодні на київському заводі «Кузня на Рибальському» був спущений на воду малий артилерійський броньований катер типу «Гюрза-М». За флотською традицією, об нове судно, яке спускають на воду, повинні розбити пляшку із шампанським, і це обов'язково має зробити жінка, яка потім і стає хрещеною матір'ю корабля. Хрещеною матір'ю «Гюрзи-М» стала народна артистка України, переможниця «Євробачення-2004» співачка Руслана. Командувач Військово-Морських Сил Збройних Сил України віце-адмірал Ігор Воронченко під час урочистого спуску на воду катера зазначив, що поповнення катерного складу флоту зміцнить обороноздатність нашої держави та посилить захист країни з морського напрямку. |

Хрещеною матір'ю першого десантно-штурмового катера проєкту 58503 ВМС України, спущеного на воду 14 вересня 2018, стала Народний депутат України Ірина Фріз. Втім, хрещеною корабля не обов'язково має бути відома публічна особа: другий «Кентавр» охрестила військовослужбовець морської піхоти ВМС України старшина Юлія Мединська.